# Urwany Żleb (Wołoszyn)

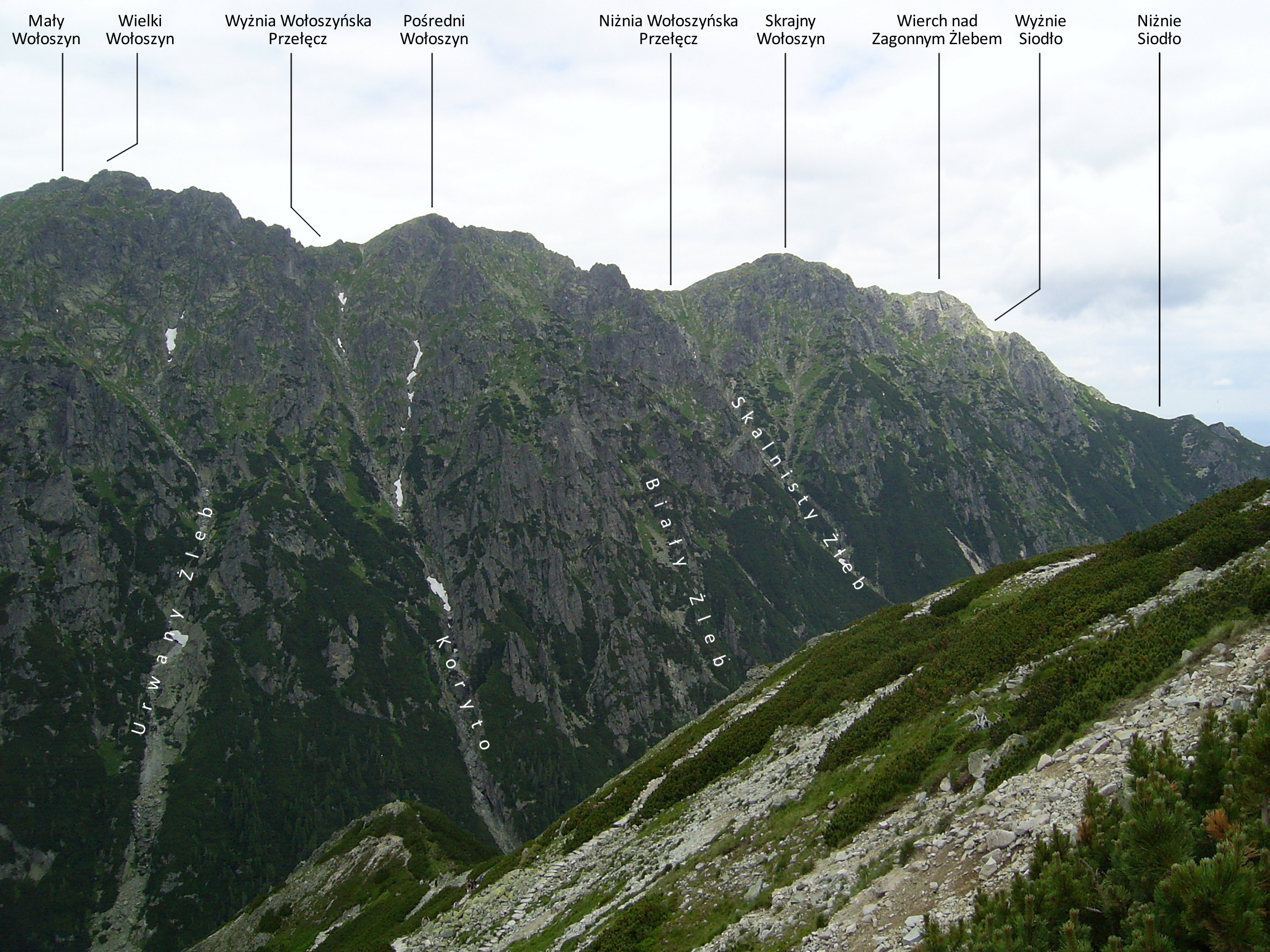
Widok ze Świstowej Czuby

Urwany Żleb – żleb w masywie Wołoszyna w polskich Tatrach Wysokich. Opada z południowych stoków Wielkiego Wołoszyna do Doliny Roztoki, powyżej polanki Nowa Roztoka. Posiada kilka odnóg wcinających się w południowe stoki Wielkiego Wołoszyna. Żleb jest skalisty i bardzo stromy, nie dochodzi jednak do dna Doliny Roztoki, lecz kończy się w kosodrzewinie na pewnej wysokości nad jej dnem (stąd nazwa urwany żleb). Zimą schodzą nim duże lawiny
Znajduje się na obszarze ochrony ścisłej i jest niedostępny dla turystów i taterników.